# Dysmachus evanescens
Dysmachus evanescens là một loài ruồi trong họ Asilidae. Dysmachus evanescens được Villeneuve miêu tả năm 1912. Loài này phân bố ở vùng Cổ Bắc giới.